# Грімія оманлива
Грімія оманлива (Grimmia decipiens) — вид мохів порядку гріміальних (Grimmiales).

## Поширення
Батьківщиною є Європа, Північна Америка, Макаронезія, Азія.